# Copa del Món de Futbol de 1966 - Segona fase
La segona fase de la Copa del Món de Futbol de 1966 va ser la fase final de la competició, disputada a Anglaterra, després de la fase de grups. Dos equips de cada grup (8 en total) es classificaven per la segona fase, disputada a eliminació directa.

## Equips classificats
Els vuit equips classificats per les semifinals van ser:
| Grup 1     | Grup 2              | Grup 3   | Grup 4         |
| Anglaterra | Alemanya Occidental | Portugal | Unió Soviètica |
| Uruguai    | Argentina           | Hongria  | Corea del Nord |
| ---------- | ------------------- | -------- | -------------- |

## Quadre
|  | Quarts de final           | Quarts de final          |                        |   | Semifinals  | Semifinals  |  |  | Final | Final |
|  |                           |                          |                        |   |             |             |  |  |       |       |
|  | 23 de juliol - Londres    |                          |                        |   |             |             |  |  |       |       |
|  |                           |                          |                        |   |             |             |  |  |       |       |
|  | Anglaterra                | 1                        |                        |   |             |             |  |  |       |       |
|  | Anglaterra                | 1                        | 26 de juliol - Londres |   |             |             |  |  |       |       |
|  | Argentina                 | 0                        |                        |   |             |             |  |  |       |       |
|  | Argentina                 | 0                        | Anglaterra             | 2 |             |             |  |  |       |       |
|  | 23 de juliol - Liverpool  |                          | Anglaterra             | 2 |             |             |  |  |       |       |
|  |                           | Portugal                 | 1                      |   |             |             |  |  |       |       |
|  | Portugal                  | Portugal                 | 1                      | 5 |             |             |  |  |       |       |
|  | Portugal                  |                          | 30 de juliol - Londres | 5 |             |             |  |  |       |       |
|  | Corea del Nord            | 3                        |                        |   |             |             |  |  |       |       |
|  | Corea del Nord            | 3                        | Anglaterra             | 4 |             |             |  |  |       |       |
|  | 23 de juliol - Sheffield  |                          | Anglaterra             | 4 |             |             |  |  |       |       |
|  |                           | Alemanya Occidental      | 2                      |   |             |             |  |  |       |       |
|  | Alemanya Occidental       | Alemanya Occidental      | 2                      | 4 |             |             |  |  |       |       |
|  | Alemanya Occidental       | 25 de juliol - Liverpool |                        | 4 |             |             |  |  |       |       |
|  | Uruguai                   | 0                        |                        |   |             |             |  |  |       |       |
|  | Uruguai                   | 0                        | Alemanya Occidental    | 2 |             |             |  |  |       |       |
|  | 23 de juliol - Sunderland |                          | Alemanya Occidental    | 2 |             |             |  |  |       |       |
|  |                           | Unió Soviètica           | 1                      |   | Tercer lloc | Tercer lloc |  |  |       |       |
|  | Unió Soviètica            | Unió Soviètica           | 1                      | 2 | Tercer lloc | Tercer lloc |  |  |       |       |
|  | Unió Soviètica            |                          | 28 de juliol - Londres | 2 |             |             |  |  |       |       |
|  | Hongria                   | 1                        |                        |   |             |             |  |  |       |       |
|  | Hongria                   | 1                        | Portugal               | 2 |             |             |  |  |       |       |
|  |                           |                          |                        |   |             |             |  |  |       |       |
|  | Unió Soviètica            | 1                        |                        |   |             |             |  |  |       |       |
|  | Unió Soviètica            | 1                        |                        |   |             |             |  |  |       |       |

## Quarts de final

### Anglaterra vs Argentina
| Anglaterra | 1–0     | Argentina |
| ---------- | ------- | --------- |
| Hurst 78'  | Informe |           |

### Alemanya Occidental vs Uruguai
| Alemanya Occidental                            | 4–0     | Uruguai |
| ---------------------------------------------- | ------- | ------- |
| Haller 11', 83' · Beckenbauer 70' · Seeler 75' | Informe |         |

### Unió Soviètica vs Hongria
| Unió Soviètica              | 2–1     | Hongria  |
| --------------------------- | ------- | -------- |
| Chislenko 5' · Porkuyan 46' | Informe | Bene 57' |

### Portugal vs Corea del Nord
| Portugal                                                | 5–3     | Corea del Nord                                            |
| ------------------------------------------------------- | ------- | --------------------------------------------------------- |
| Eusébio 27', 43' (p.), 56', 59' (p.) · José Augusto 80' | Informe | Pak Seung-zin 1' · Li Dong-woon 22' · Yang Seung-kook 25' |

## Semifinals

### Alemanya Occidental vs Unió Soviètica
| Alemanya Occidental          | 2–1     | Unió Soviètica |
| ---------------------------- | ------- | -------------- |
| Haller 43' · Beckenbauer 67' | Informe | Porkuyan 88'   |

### Anglaterra vs Portugal
| Anglaterra           | 2–1     | Portugal         |
| -------------------- | ------- | ---------------- |
| B. Charlton 30', 80' | Informe | Eusébio 82' (p.) |

## Tercer lloc
| Portugal                      | 2–1     | Unió Soviètica |
| ----------------------------- | ------- | -------------- |
| Eusébio 12' (p.) · Torres 89' | Informe | Malofeyev 43'  |

## Final
| Anglaterra                         | 4–2 (pr.) | Alemanya Occidental    |
| ---------------------------------- | --------- | ---------------------- |
| Hurst 18', 101', 120' · Peters 78' | Informe   | Haller 12' · Weber 89' |